# 北海道道923号目梨别丰富线
北海道道923号目梨别丰富线（日语：北海道道923号メナシベツ豊富線）是一条位于北海道天盐郡丰富町的普通道级道路（北海道道）。

## 道路概况
- 起点：北海道天盐郡丰富町目梨別
- 終点：北海道天盐郡丰富町德满
- 总距离：6.5千米

## 经过的自治体
- 宗谷综合振兴局
  - 天盐郡丰富町

## 主要连接道路
- 国道40号豐富外環道（幌加）：豐富幌加IC
- 国道40号（终点）

## 历史
- 1977年（昭和52年）3月31日 - 路線勘定（北海道告示第842号）